# Taillecavat
Taillecavat (Talhacavat en gascon) est une commune du Sud-Ouest de la France, située dans le département de la Gironde (région Nouvelle-Aquitaine).
Ses habitants sont appelés les Loubatons.

## Géographie

### Localisation

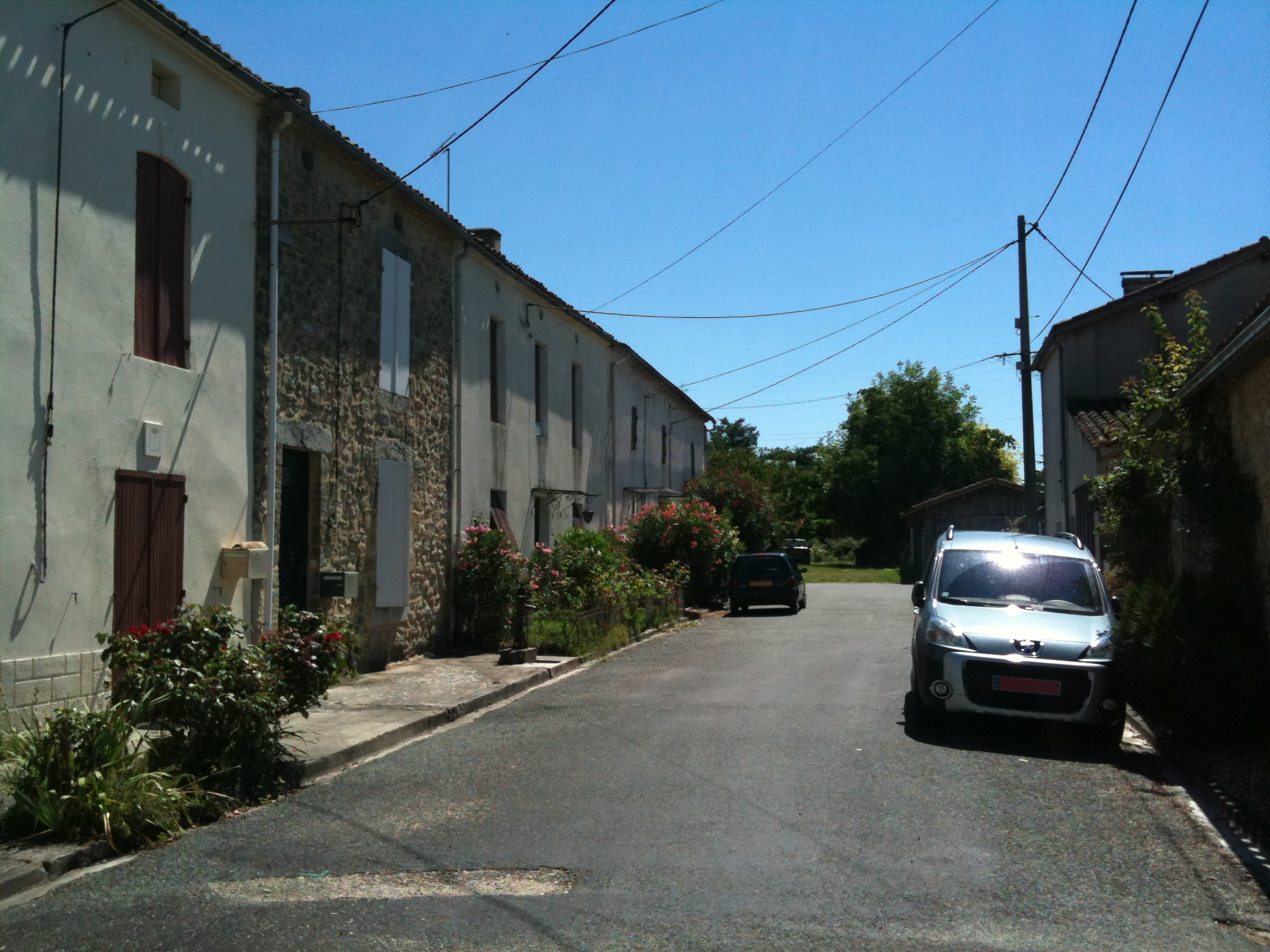
Centre-bourg (août 2010)

La commune, dont le Dropt constitue la limite nord-est du territoire communal, se trouve dans l'Entre-deux-Mers, dans l'est du département de la Gironde, en limite du département de Lot-et-Garonne, à 72 km à l'est-sud-est de Bordeaux, chef-lieu du département, à 39 km au nord-est de Langon, chef-lieu d'arrondissement et à 6,5 km au nord-est de Monségur, ancien chef-lieu de canton.

### Communes limitrophes
Les communes limitrophes en sont Duras (Lot-et-Garonne) au nord-est, Saint-Pierre-sur-Dropt (Lot-et-Garonne) à l'est, Lévignac-de-Guyenne (Lot-et-Garonne) au sud-est, Saint-Géraud (Lot-et-Garonne) au sud et Cours-de-Monségur à l'ouest.
|                     |                               | Duras (Lot-et-Garonne)                  |
| Cours- de- Monségur | Taillecavat                   | Saint-Pierre-sur-Dropt (Lot-et-Garonne) |
|                     | Saint-Géraud (Lot-et-Garonne) | Lévignac-de-Guyenne (Lot-et-Garonne)    |

### Climat
Pour des articles plus généraux, voir Climat de la Nouvelle-Aquitaine et Climat de la Gironde.
Historiquement, la commune est exposée à un climat océanique aquitain.  
En 2020, Météo-France publie une typologie des climats de la France métropolitaine dans laquelle la commune est exposée à un climat océanique et est dans la région climatique  Aquitaine, Gascogne, caractérisée par une pluviométrie abondante au printemps, modérée en automne, un faible ensoleillement au printemps, un été chaud (19,5 °C), des vents faibles, des brouillards fréquents en automne et en hiver et des orages fréquents en été (15 à 20 jours).
Pour la période 1971-2000, la température annuelle moyenne est de 12,7 °C, avec une amplitude thermique annuelle de 15,5 °C. Le cumul annuel moyen de précipitations est de 796 mm, avec 10,6 jours de précipitations en janvier et 6,3 jours en juillet. Pour la période 1991-2020, la température moyenne annuelle observée sur la station météorologique la plus proche, située sur la commune de Talence à 19 km à vol d'oiseau, est de 14,3 °C et le cumul annuel moyen de précipitations est de 884,0 mm,. Pour l'avenir, les paramètres climatiques de la commune estimés pour 2050 selon différents scénarios d’émission de gaz à effet de serre sont consultables sur un site dédié publié par Météo-France en novembre 2022.

## Urbanisme

### Typologie
Au 1er janvier 2024, Taillecavat est catégorisée commune rurale à habitat dispersé, selon la nouvelle grille communale de densité à sept niveaux définie par l'Insee en 2022.
Elle est située hors unité urbaine et hors attraction des villes,.

### Occupation des sols

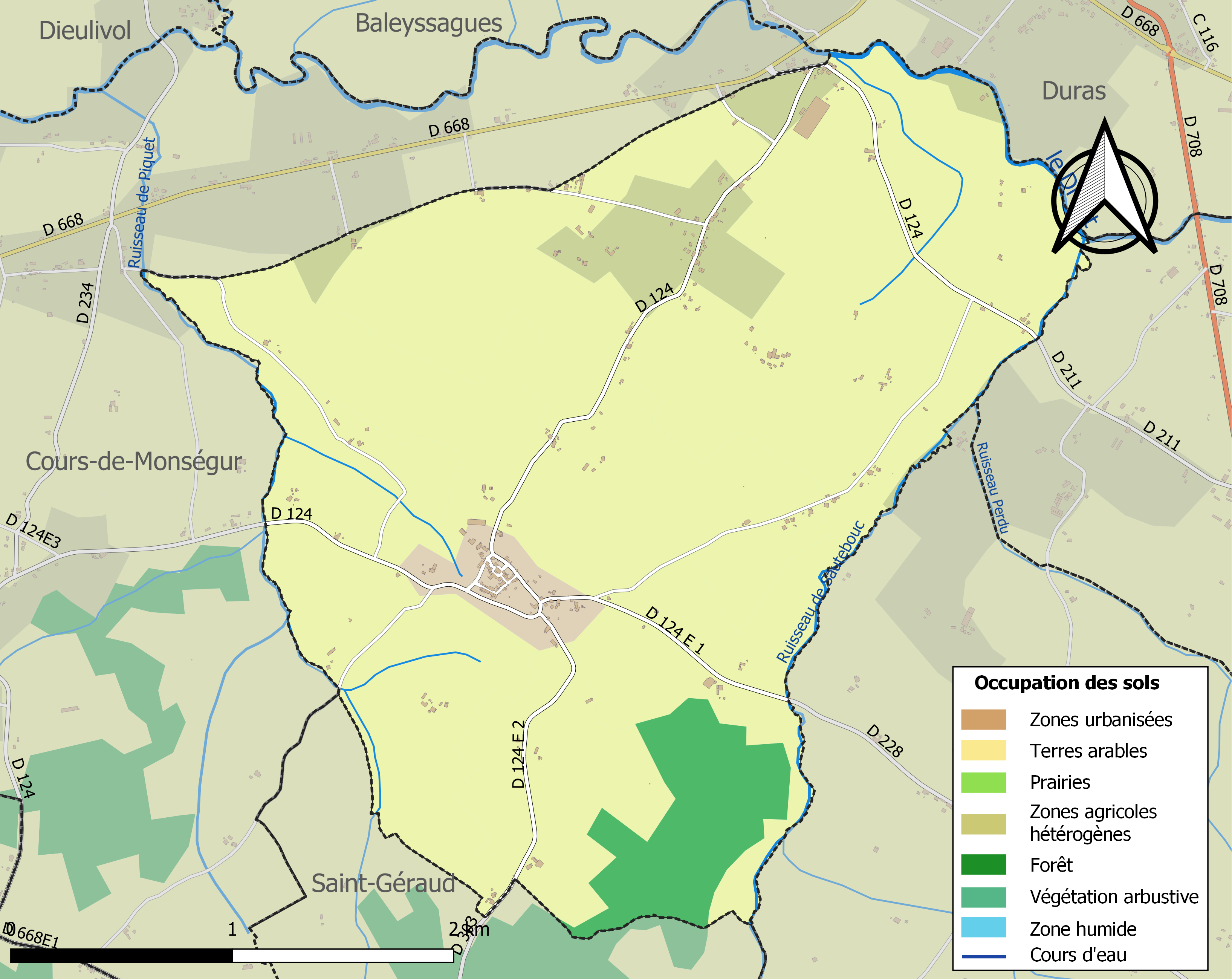
Carte des infrastructures et de l'occupation des sols de la commune en 2018 (CLC).

L'occupation des sols de la commune, telle qu'elle ressort de la base de données européenne d’occupation biophysique des sols Corine Land Cover (CLC), est marquée par l'importance des territoires agricoles (91,5 % en 2018), une proportion identique à celle de 1990 (91,5 %). La répartition détaillée en 2018 est la suivante : 
terres arables (59,7 %), cultures permanentes (25,5 %), zones agricoles hétérogènes (6,4 %), forêts (5,9 %), zones urbanisées (2,6 %). L'évolution de l’occupation des sols de la commune et de ses infrastructures peut être observée sur les différentes représentations cartographiques du territoire : la carte de Cassini (XVIIIe siècle), la carte d'état-major (1820-1866) et les cartes ou photos aériennes de l'IGN pour la période actuelle (1950 à aujourd'hui).

### Voies de communication et transports
La commune est traversée, dans le village, par la route départementale D124 qui mène à Saint-Vivien-de-Monségur au sud-ouest et à Duras au nord-est. Dans le village, commencent la route départementale D124e2 qui mène à Saint-Géraud vers le sud et la route départementale D124e1 qui mène à Lévignac-de-Guyenne vers le sud-est.

L'accès le plus proche à l'autoroute A62 (Bordeaux-Toulouse) est celui de  4 La Réole distant de 29 km par la route vers le sud-ouest.

L'accès  1 Bazas à l'autoroute A65 (Langon-Pau) se situe à 47 km vers le sud-ouest.

L'accès le plus proche à l'autoroute A89 (Bordeaux-Lyon) est celui de  12 Montpont-Ménestrol qui se situe à 45 km vers le nord.
La gare SNCF la plus proche est celle, distante de 16 km par la route vers le sud-sud-ouest, de Sainte-Bazeille sur la ligne Bordeaux-Sète du TER Nouvelle-Aquitaine. Celles de La Réole  et de Marmande offrant plus de trafic se trouvent toutes deux à 21 km par la route, la première vers le sud-ouest, la seconde vers le sud-est.

### Risques majeurs
Le territoire de la commune de Taillecavat est vulnérable à différents aléas naturels : météorologiques (tempête, orage, neige, grand froid, canicule ou sécheresse), inondations et séisme (sismicité très faible). Un site publié par le BRGM permet d'évaluer simplement et rapidement les risques d'un bien localisé soit par son adresse soit par le numéro de sa parcelle.
Certaines parties du territoire communal sont susceptibles d’être affectées par le risque d’inondation par débordement de cours d'eau, notamment le Dropt. La commune a été reconnue en état de catastrophe naturelle au titre des dommages causés par les inondations et coulées de boue survenues en 1982, 1999, 2009 et 2018,.

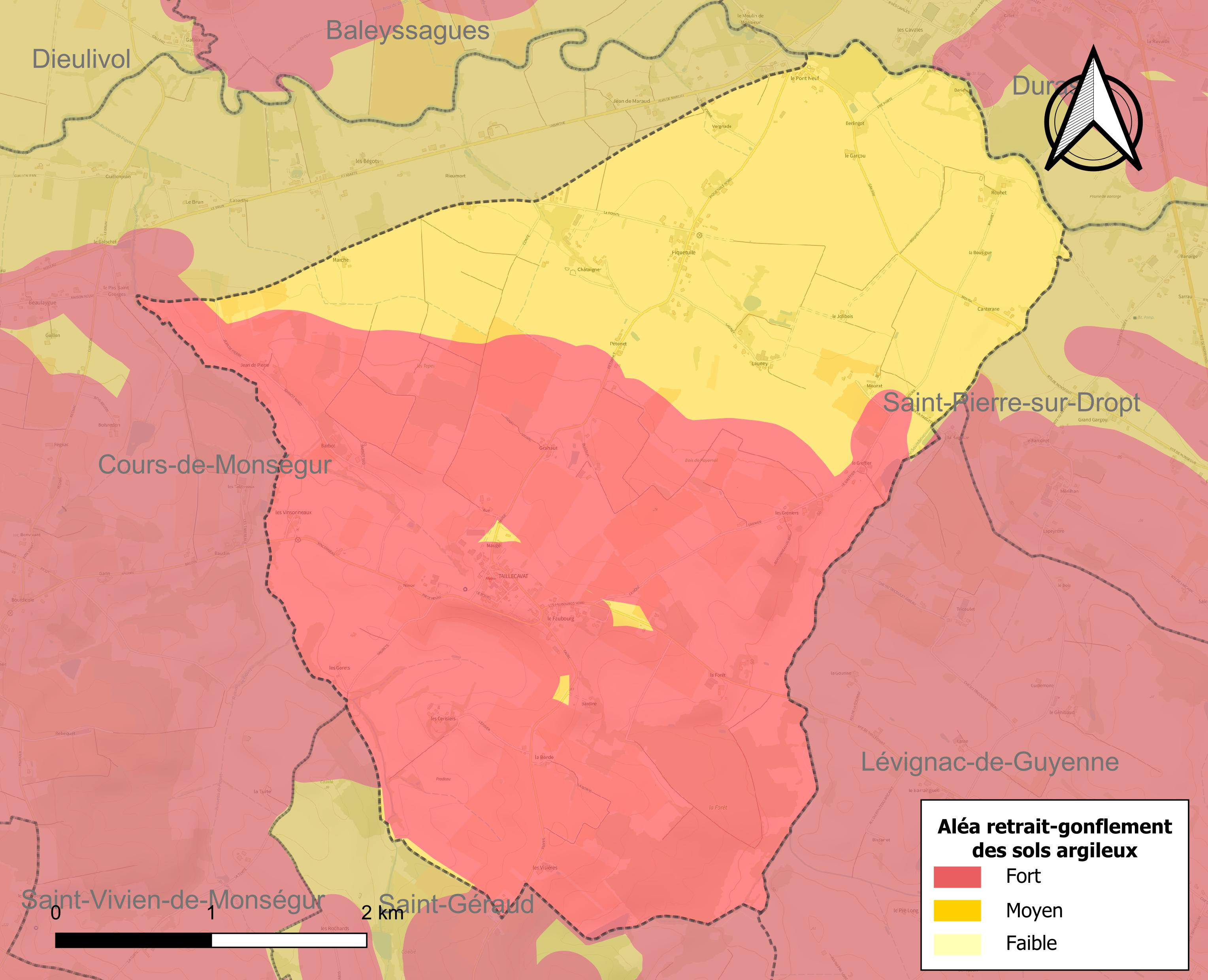
Carte des zones d'aléa retrait-gonflement des sols argileux de Taillecavat.

Le retrait-gonflement des sols argileux est susceptible d'engendrer des dommages importants aux bâtiments en cas d’alternance de périodes de sécheresse et de pluie. La totalité de la commune est en aléa moyen ou fort (67,4 % au niveau départemental et 48,5 % au niveau national). Sur les 156 bâtiments dénombrés sur la commune en 2019, 156 sont en aléa moyen ou fort, soit 100 %, à comparer aux 84 % au niveau départemental et 54 % au niveau national. Une cartographie de l'exposition du territoire national au retrait gonflement des sols argileux est disponible sur le site du BRGM,.
Concernant les mouvements de terrains, la commune a été reconnue en état de catastrophe naturelle au titre des dommages causés par la sécheresse en 2005 et par des mouvements de terrain en 1999.

## Histoire
Taillecavat s’est développée à partir d’un castrum (camp romain) et fut chef-lieu de juridiction.
Le nom de Taillecavat est, sous la forme Terra Talleburgi, une formation médiévale caractéristique, composée de l'élément « Taille- », déverbal de tailler. On retrouve d'ailleurs ce déverbal dans le nom des communes Taillebois, Taillebourg (Charente-Maritime), Taillebourg (Lot-et-Garonne), Taillecourt ou Taillefontaine.

Le nom de la commune a subi de nombreuses altérations, on lit successivement :
- 1081 - Taiatavat
- 1087 - Tallacauvat
- 1126 - Talacavat
- 1127 - Taliacavat
- 1253 - Tailetlecale pour Tailechevale
- 1627 - Talhacavat parfois en Tailelecaba
- 1887 - Taillecavat.

Il est cependant fort possible que ces différentes formes ne soient dues qu'à une méconnaissance, de la part du transcripteur, de la graphie exacte si tant est qu'elle existait ou était nécessaire à l'époque.
À la Révolution, la paroisse Notre-Dame de Taillecavat forme la commune de Taillecavat.

## Politique et administration
| Période                                  | Période   | Identité               | Étiquette | Qualité     |
| ---------------------------------------- | --------- | ---------------------- | --------- | ----------- |
| avant 1988                               | ?         | Michel Cassin          |           |             |
| mars 2001                                | mars 2014 | Bernard Bordas         |           |             |
| mars 2014                                | 2020      | Philippe Trabut-Cussac |           | Agriculteur |
| 2020                                     | En cours  | Danièle Fostier        |           |             |
| Les données manquantes sont à compléter. |           |                        |           |             |

### Communauté de communes
Le 1er janvier 2014, la communauté de communes du Monségurais ayant été supprimée, la commune de Taillecavat s'est retrouvée intégrée à la communauté de communes du Sauveterrois siégeant à Sauveterre-de-Guyenne.
Elle intègre ensuite la communauté des communes rurales de l'Entre-Deux-Mers le 1er janvier 2017.

## Démographie
L'évolution du nombre d'habitants est connue à travers les recensements de la population effectués dans la commune depuis 1793. Pour les communes de moins de 10 000 habitants, une enquête de recensement portant sur toute la population est réalisée tous les cinq ans, les populations de référence des années intermédiaires étant quant à elles estimées par interpolation ou extrapolation. Pour la commune, le premier recensement exhaustif entrant dans le cadre du nouveau dispositif a été réalisé en 2008.

En 2022, la commune comptait 288 habitants, en évolution de −7,69 % par rapport à 2016 (Gironde : +6,91 %, France hors Mayotte : +2,11 %).
| 1793 | 1800 | 1806 | 1821 | 1831 | 1836 | 1841 | 1846 | 1851 |
| ---- | ---- | ---- | ---- | ---- | ---- | ---- | ---- | ---- |
| 919  | 786  | 754  | 721  | 640  | 746  | 679  | 641  | 654  |

| 1856 | 1861 | 1866 | 1872 | 1876 | 1881 | 1886 | 1891 | 1896 |
| ---- | ---- | ---- | ---- | ---- | ---- | ---- | ---- | ---- |
| 623  | 584  | 540  | 526  | 505  | 485  | 475  | 497  | 466  |

| 1901 | 1906 | 1911 | 1921 | 1926 | 1931 | 1936 | 1946 | 1954 |
| ---- | ---- | ---- | ---- | ---- | ---- | ---- | ---- | ---- |
| 435  | 444  | 418  | 356  | 357  | 360  | 370  | 371  | 372  |

| 1962 | 1968 | 1975 | 1982 | 1990 | 1999 | 2006 | 2008 | 2013 |
| ---- | ---- | ---- | ---- | ---- | ---- | ---- | ---- | ---- |
| 374  | 337  | 290  | 241  | 250  | 263  | 290  | 298  | 313  |

| 2018 | 2022 | - | - | - | - | - | - | - |
| ---- | ---- | - | - | - | - | - | - | - |
| 289  | 288  | - | - | - | - | - | - | - |

## Lieux et monuments
- Église Notre-Dame de Taillecavat de style roman (XIIe) : cette église assez massive se compose d’une nef romane terminée à l’est par une abside semi-circulaire. Côté est, on trouve également un cadran solaire. La façade ouest est surmontée d’un clocher-pignon percé de cinq baies montrant l’ambition que le clergé avait d’y mettre un carillon de cinq cloches relativement important pour la région. La cloche, fondue en 1808, est faite à partir de l'une des plus anciennes cloches de France, offerte par le comte Études en 888 pour récompenser les habitants d'avoir résisté aux Normands.
Au sud, sous le porche, une porte est couronnée par une cornière dont il reste trois modillons dont deux représentant des têtes d’animaux frustes et le troisième un bossage. La nef autrefois voûtée en berceau est lambrissée. Le bas-côté ajouté au XVIe siècle a conservé l’ébauche de voûtes et un lambris peint où figurent les litanies de la Vierge.
L’intérêt de cette église réside surtout dans le chœur où les chapiteaux romans représentent au sud Daniel puis l’évocation de l’Éden dans l’abside et la Tentation avec l’arbre, le serpent, Eve, Adam nu, un personnage habillé et un oiseau[25].
- Ancien château fort : il ne reste aujourd'hui que des vestiges de l'imposant château fort qui se trouvait à Taillecavat. Seules l'arche, une partie des douves sèches et l'enceinte ont subsisté.
- Porte du cimetière datant de 1860.

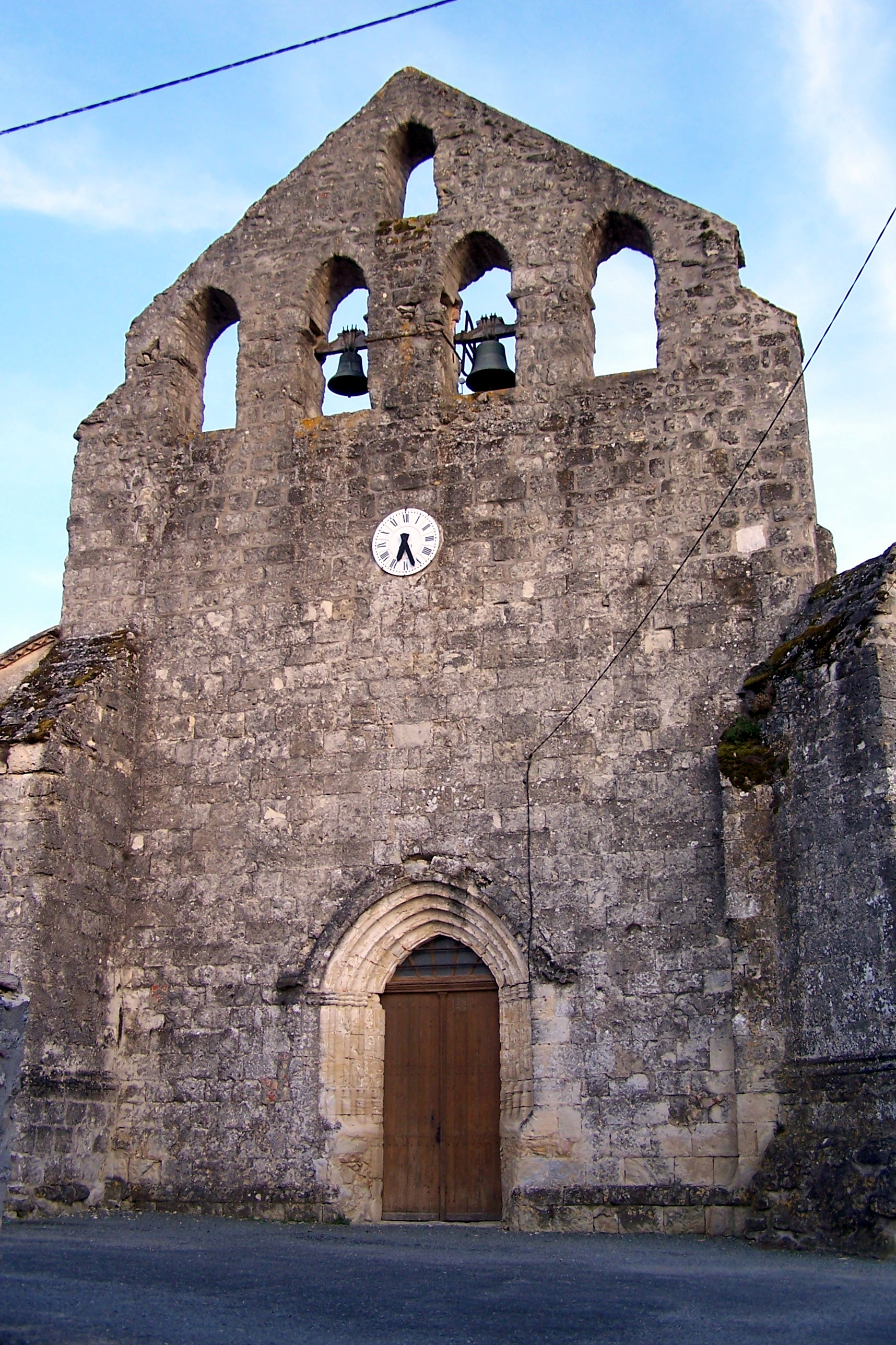
L'église Notre-Dame (mars 2012)
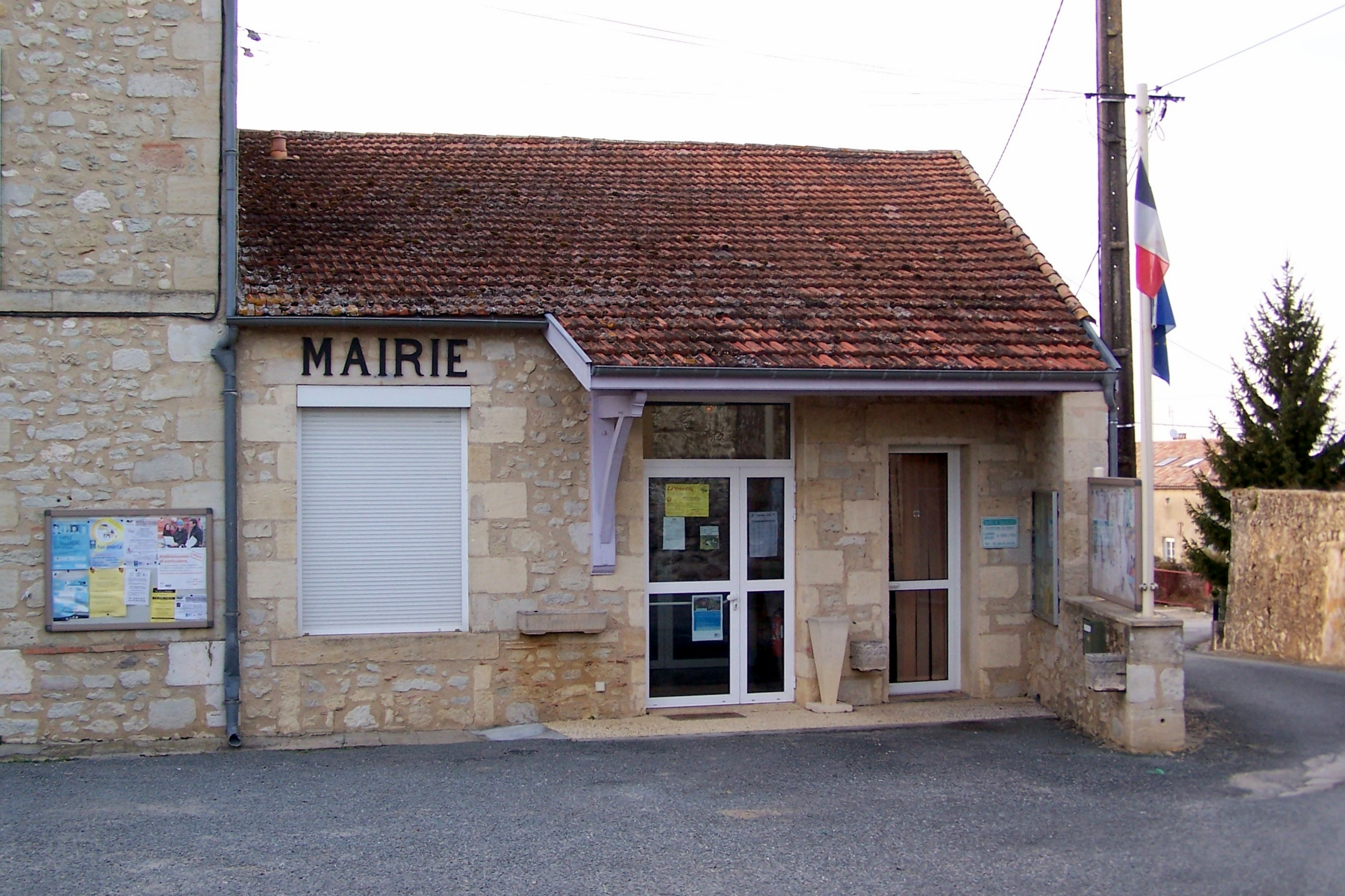
Mairie de Taillecavat (mars 2012)
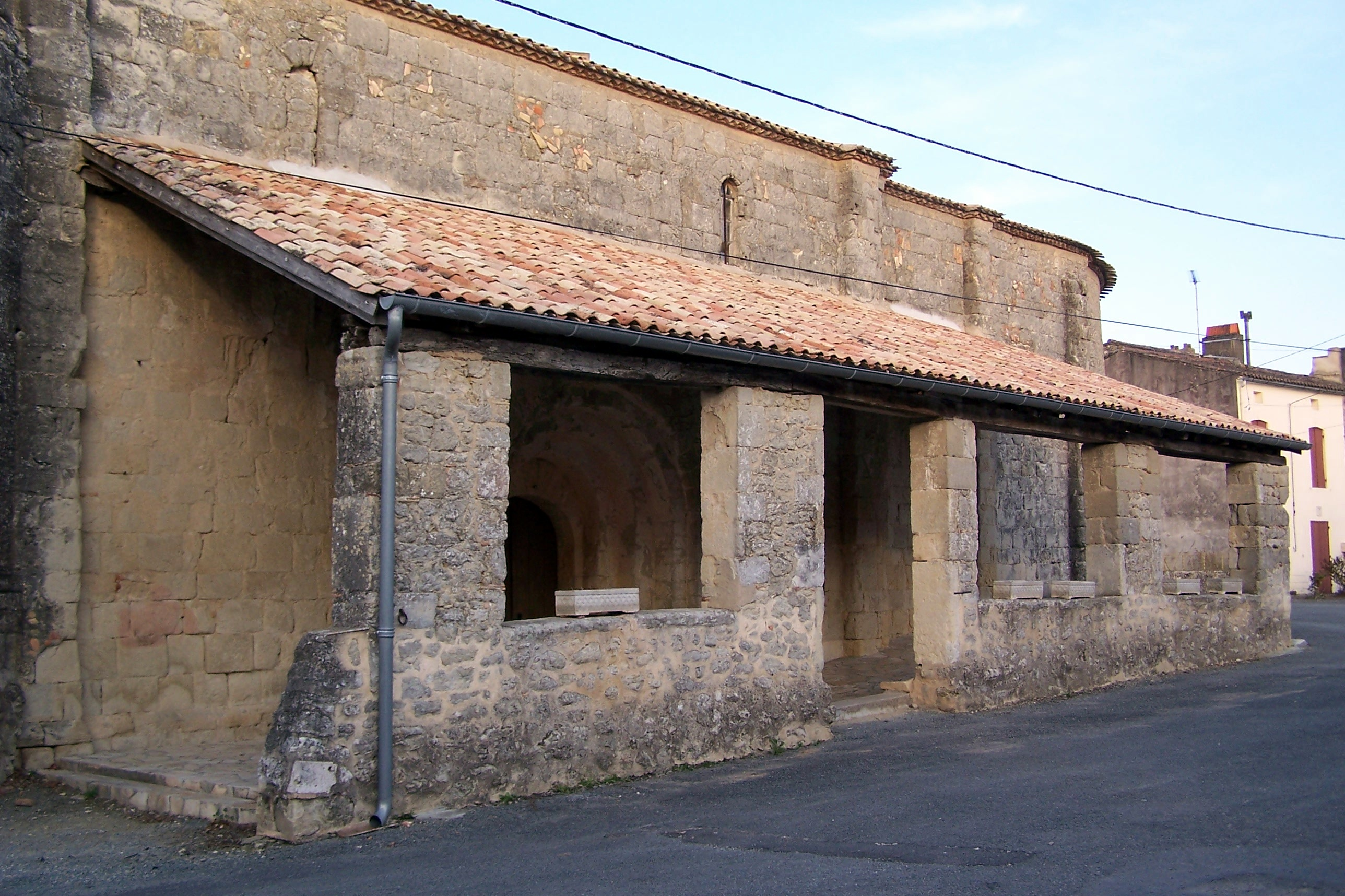
Porche de l'église (mars 2012)
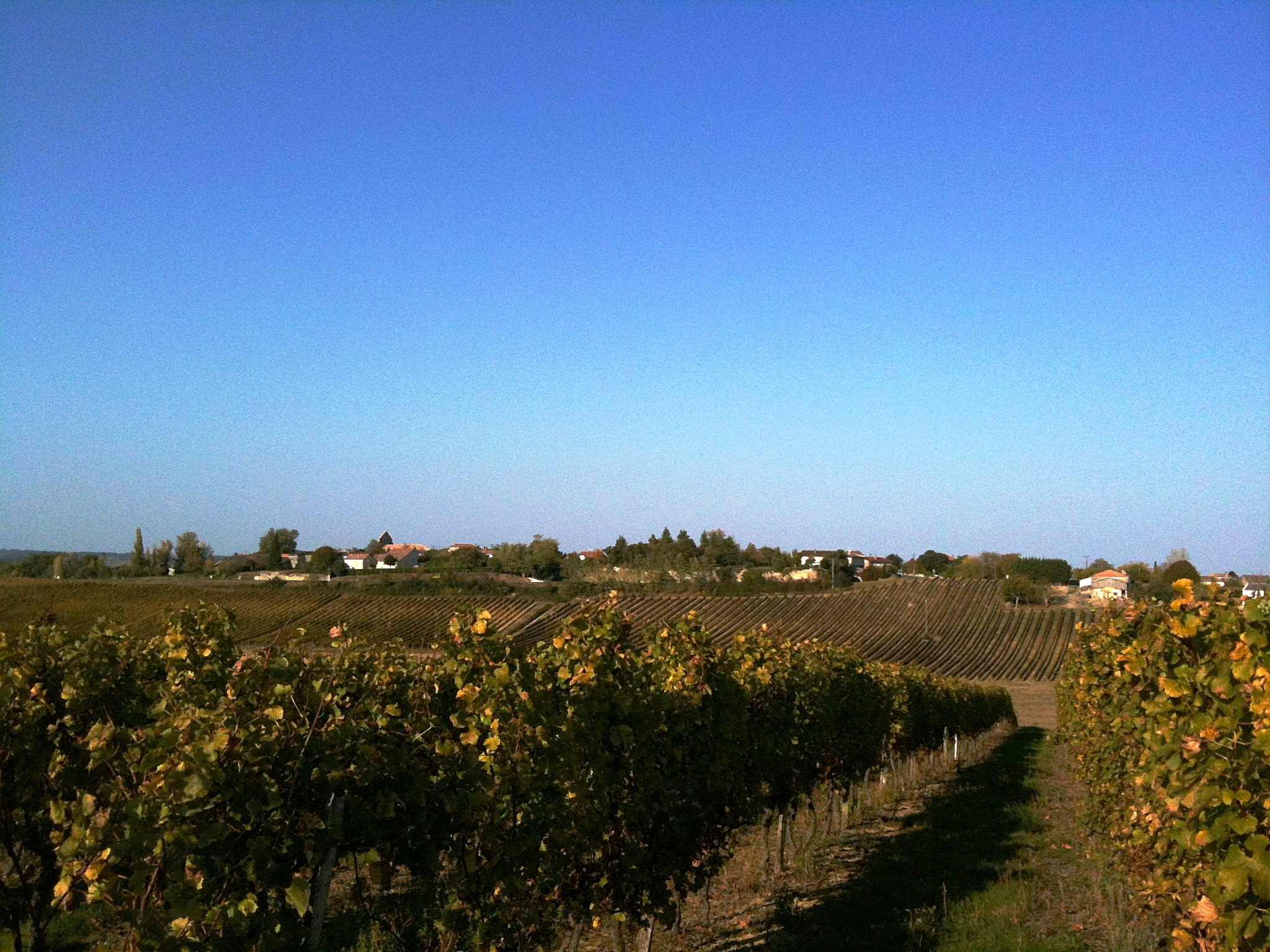
Vignobles de Taillecavat (août 2010)
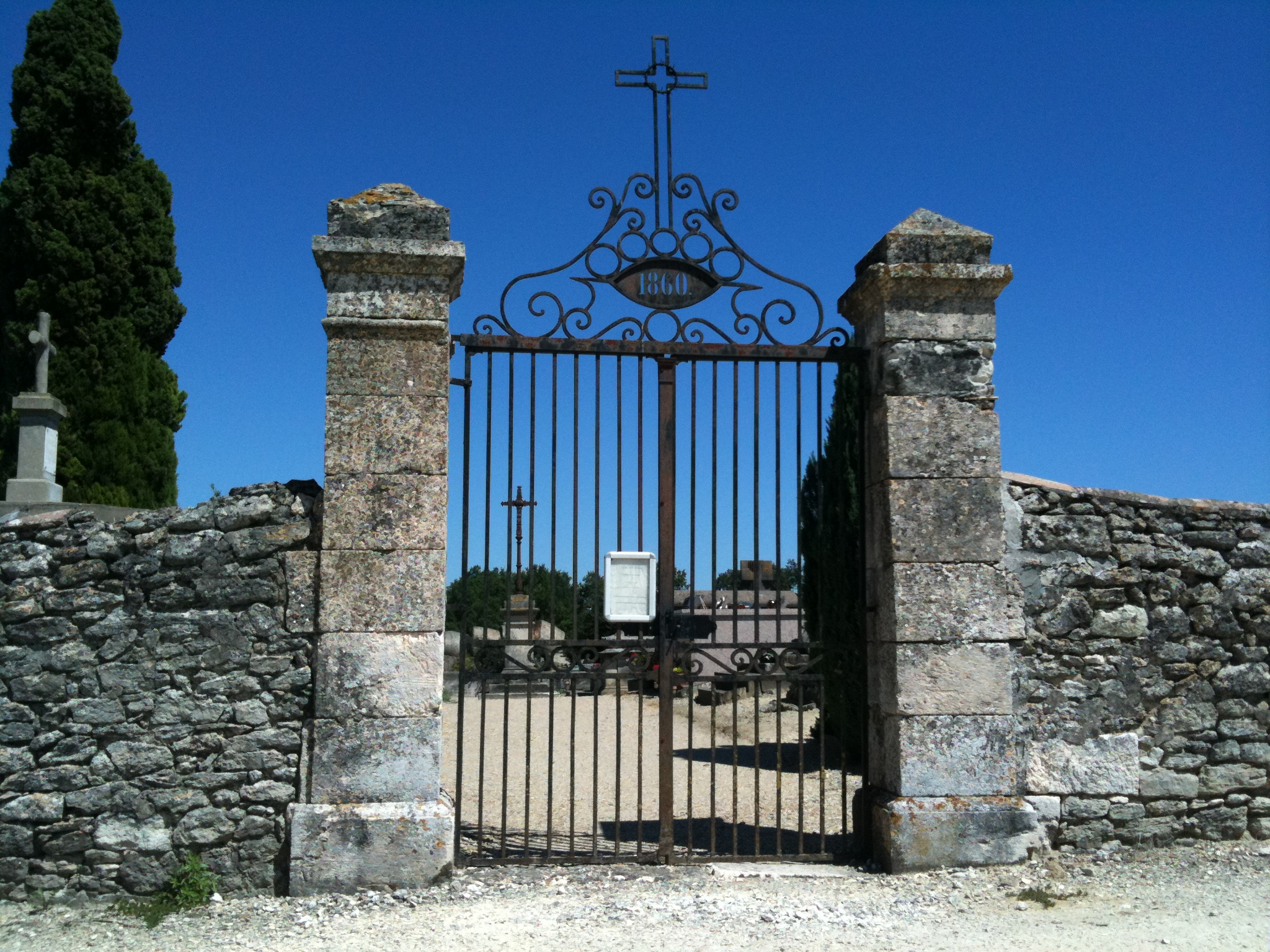
Porte du cimetière datant de 1860 (août 2010)
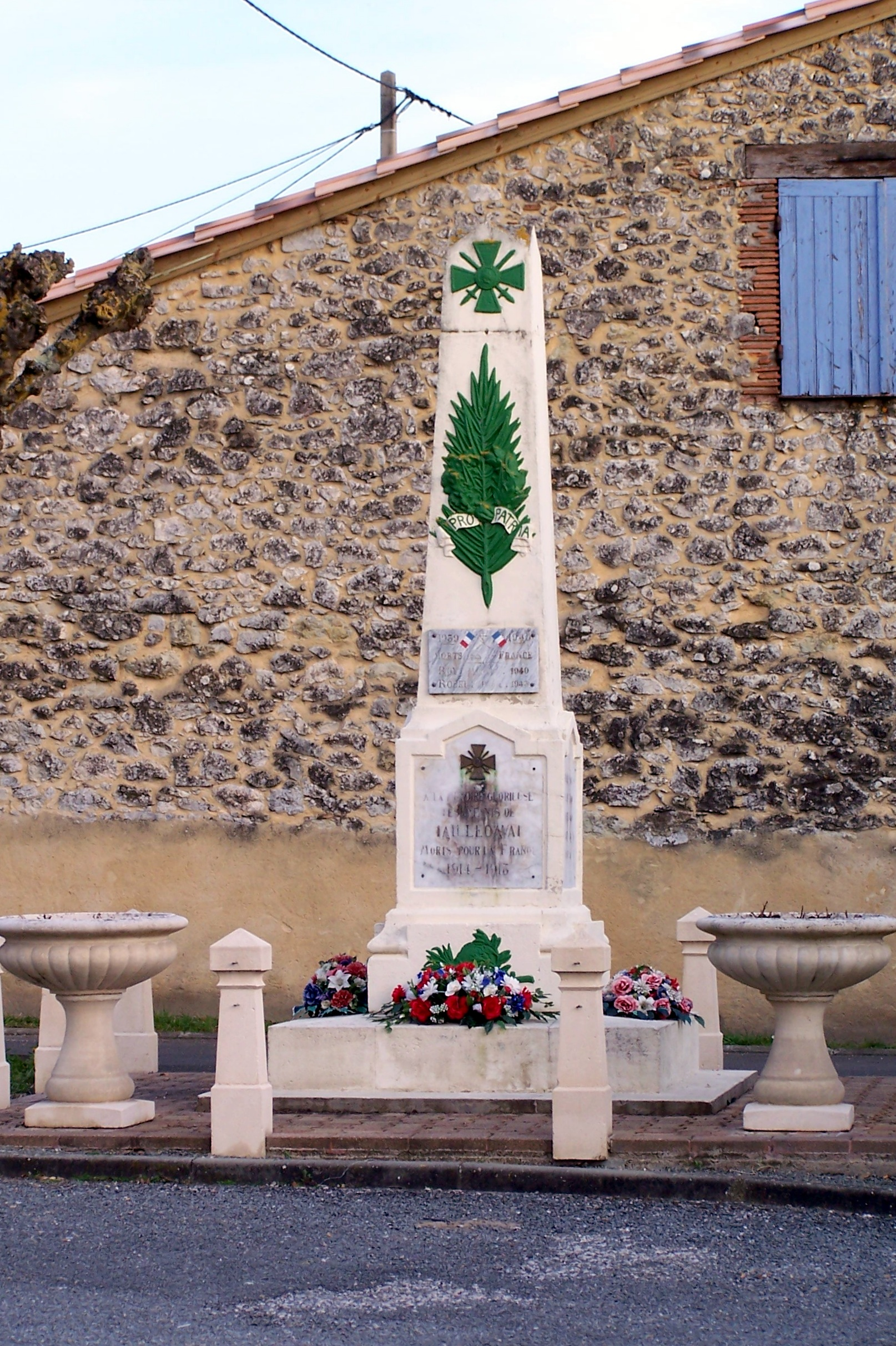
Le monument aux morts sur la place principale (mars 2012)

### Personnalités
- Pierre Grenier (1744-1794), prêtre, né à Taillecavat, curé de Cours-de-Monségur, guillotiné à Bordeaux[26].
- Le docteur Rouhet, célèbre pour le dressage des chevaux et pour avoir mis au point une méthode de gymnastique naturelle a habité dans la commune.
- Jean Pouvereau militaire originaire de Taillecavat, qui deviendra lieutenant-colonel en chef du 6e bataillon de volontaires de la Gironde

## Vie locale

### Commerces
La commune dispose d'une boulangerie-pâtisserie et d'un bar situés en centre-bourg.

### École
L'école de Taillecavat travaille en collaboration avec celle de Cours-de-Monségur. On y dispense des cours du CE1 au CM2 tandis que l'école de Cours-de-Monségur s'occupe de la maternelle et du cours préparatoire.

### Loisirs

#### Équipements de la commune
Taillecavat est équipé d'un terrain de pétanque et d'une grande salle des fêtes.

#### Fêtes et évènements
Différents évènements sont organisés chaque année dans la commune. Un vide-greniers a lieu chaque année le dernier dimanche d'août. La fête de la Saint-Jean, avec son feu, est également célébrée chaque année en juin. Des concours de belote et des lotos sont organisés à la salle des fêtes du village.

### Haut-débit
Avant 2010, les lignes téléphoniques des logements de la commune étaient reliées au répartiteur téléphonique de Monségur. Seuls les logements situés au centre-bourg du village disposaient du haut débit, les autres étant situés trop loin du central.

En mars 2010, par l'initiative de Gironde Numérique, Taillecavat a été équipée d'un répartiteur téléphonique (ou NRA-ZO) installé directement en centre bourg.

Depuis cette installation, la totalité des logements de la commune est éligible au haut débit avec un débit minimum de 512 kb/s (ReADSL ou ADSL) et un débit maximum de 22 Mb/s (ADSL 2+).

## Vin et agriculture
De nombreux exploitants agricoles habitent Taillecavat.
La commune est située dans l'Entre-deux-Mers et les vins produits (rouges et rosés pour la plupart) sont classés en AOC Bordeaux supérieur.

Outre la viticulture et les cultures céréalières, certains exploitants agricoles de Taillecavat produisent également des pruneaux.